# Liste der Kulturdenkmäler in Thörnich
In der Liste der Kulturdenkmäler in Thörnich sind alle Kulturdenkmäler der rheinland-pfälzischen Ortsgemeinde Thörnich aufgeführt. Grundlage ist die Denkmalliste des Landes Rheinland-Pfalz (Stand: 8. Februar 2023).

## Einzeldenkmäler
| Bezeichnung                          | Lage                                     | Baujahr         | Beschreibung | Bild            |
| ------------------------------------ | ---------------------------------------- | --------------- | --- | --------------- |
| Kelterhäuser                         | Hauptstraße, neben Nr. 14 Lage           | 19. Jahrhundert | zwei Kelterhäuser, Schieferbruchsteinbauten, 19. Jahrhundert | BW              |
| Villa                                | Hauptstraße 18 Lage                      | 1909–11         | Winzervilla; neubarocker Mansardwalmdachbau, 1909–11 | BW              |
| Hofanlage                            | Hauptstraße 23 Lage                      | 1908            | Parallelhof, Wohnhaus bezeichnet 1908 | BW              |
| Bildstock                            | Hauptstraße, gegenüber Nr. 29 Lage       | 1890            | neugotischer Nischenbildstock, bezeichnet 1890 | Fotos hochladen |
| Bildstock                            | Hauptstraße, Ecke Im Gäßchen Lage        | 1691            | Kreuzigungsbildstock, bezeichnet 1691 | Fotos hochladen |
| Katholische Pfarrkirche St. Maternus | Maternusstraße 6 Lage                    | 1789/90         | spätbarocker Saalbau, 1789/90, Architekten Paul Müller und Johann Anton Neurohr; zugehörig Kirchhof und Pfarrhof (1709); neugotisches Friedhofskreuz, Priestergrab | BW              |
| Hofanlage                            | Moselstraße 5 Lage                       | um 1850         | Dreiseithof, um 1850 | BW              |
| Wegekreuz                            | nordöstlich des Ortes an der L 48 Lage   | 1615            | Schaftkreuz, bezeichnet 1615 | BW              |
| Bildstock                            | östlich des Ortes in den Weinbergen Lage | 1880            | Nischenbildstock, neugotischer Pfeileraufbau, 1880 | BW              |